# 伊藤正二郎
伊藤 正二郎（いとう しょうじろう、1972年12月20日 - ）は、日本の実業家・プロデューサー。株式会社CARAVAN Japan代表取締役社長。元エイベックス・スポーツ株式会社代表取締役社長。元エイベックス・スポーツ株式会社　代表取締役社長。慶應義塾大学商学部卒業。
スポーツやエンターテインメント業界での25年以上の経験をもとに、グラミー賞受賞アーティストのブリトニー・スピアーズやメジャーリーガーのダルビッシュ有など、日本や世界の多くのセレブリティのキャリアをサポートしてきた。
また、元サッカー日本代表の本田圭佑選手と共同開発したブランド香水を100万個販売したり、ブルーノ・マーズがプロデュースしたラム酒ブランド「セルバレイラム」の日本での発売を成功させたりなど、日本や世界の著名人や著名な消費者ブランドへの投資、開発、新商品の創出に深い専門性を持っている。

## 経歴
1996年3月、慶應義塾大学商学部を卒業。
1996年4月、エイベックスに入社。
2013年10月、エイベックス・スポーツ株式会社　代表取締役社長に就任。
2021年11月、株式会社CARAVAN Japan代表取締役社長に就任

## 著書
- 『すごい人のすごい流儀』（サンマーク出版、2015年5月20日）　ISBN 978-4-7631-3375-5 C0030

## Web
- TABI LABO　一流アスリートやアーティストが実践する、「なりたい自分」へのコンセプトづくり
- TABI LABO　『すごい人のすごい流儀』ブレない生き方5つのヒント
- TABI LABO　なにがなんでも諦めない。「すごい人」ってどこが違うの？
- FOZRA STYLE　TOKYO BIZ STYLE VOL.03 エイベックス・スポーツ社長のラグジュアリーlife
- AKINAI Policy　数々のスーパースターをブランディングしてきた著者が語る、自分の価値を高める生き方